# Junioren-Badmintonasienmeisterschaft 2007
Die Junioren-Badmintonasienmeisterschaft 2007 fand vom 15. bis 22. Juli 2007 in Kuala Lumpur, Malaysia, statt. 

## Medaillengewinner
| Disziplin    | Gold | Silber | Bronze |
| ------------ | --- | --- | --- |
| Herreneinzel | Chen Long | Arif Abdul Latif | Lim Fang Yang |
| Herreneinzel | Chen Long | Arif Abdul Latif | Riichi Takeshita |
| Dameneinzel  | Liu Xin | Gu Juan | Fu Mingtian |
| Dameneinzel  | Liu Xin | Gu Juan | Lydia Cheah Li Ya |
| Herrendoppel | Chai Biao Li Tian | Mohd Lutfi Zaim Abdul Khalid Tan Wee Kiong | Qiu Zihan Zhang Nan |
| Herrendoppel | Chai Biao Li Tian | Mohd Lutfi Zaim Abdul Khalid Tan Wee Kiong | Arif Abdul Latif Vountus Indra Mawan |
| Damendoppel  | Richi Puspita Dili Debby Susanto | Tee Jing Yi Lydia Cheah Li Ya | Jung Kyung-eun Yoo Hyun-young |
| Damendoppel  | Richi Puspita Dili Debby Susanto | Tee Jing Yi Lydia Cheah Li Ya | Fu Mingtian Yao Lei |
| Mixed        | Tan Wee Kiong Woon Khe Wei | Shin Baek-cheol Yoo Hyun-young | Qiu Zihan Lin Shen |
| Mixed        | Tan Wee Kiong Woon Khe Wei | Shin Baek-cheol Yoo Hyun-young | Lim Khim Wah Ng Hui Lin |
| Teams        | Malaysia Arif Abdul Latif Lim Fang Yang Lim Khim Wah Mak Hee Chun Tan Wee Kiong Lydia Cheah Li Ya Goh Liu Ying Vivian Hoo Kah Mun Ng Hui Lin Woon Khe Wei | Volksrepublik China Chai Biao Chen Long Gao Huan Li Tian Qiu Zihan Wen Shengxun Zhang Nan Zhang Qi Li Xuerui Lin Shen Liu Jie Liu Xin Wang Shixian Wang Xiaoli Xie Jing Zhong Qianxin | Japan Takeshi Kamura Rei Sato Keigo Sonoda Kenichi Tago Riichi Takeshita Shu Wada Anna Doi Reika Kakiiwa Ayane Kurihara Misaki Matsutomo Yuriko Miki Masayo Nojirino Shizuka Uchida |
| Teams        | Malaysia Arif Abdul Latif Lim Fang Yang Lim Khim Wah Mak Hee Chun Tan Wee Kiong Lydia Cheah Li Ya Goh Liu Ying Vivian Hoo Kah Mun Ng Hui Lin Woon Khe Wei | Volksrepublik China Chai Biao Chen Long Gao Huan Li Tian Qiu Zihan Wen Shengxun Zhang Nan Zhang Qi Li Xuerui Lin Shen Liu Jie Liu Xin Wang Shixian Wang Xiaoli Xie Jing Zhong Qianxin | Indonesien Arif Nandang Saputra Albert Saputra Wifqi Windarto Afiat Yuris Wirawan Febby Angguni Richi Puspita Dili Krisabella Maria Febe Kusumastuti Debby Susanto Alfa Vivianita   |

## Teams

### Gruppe A
| Platz | Team              | Pld | W | L | MF | MA | MD  | GF | GA | GD  | PF  | PA  | PD   | Pts | Qualifikation |  | MAS | TPE | PRK |
| ----- | ----------------- | --- | - | - | -- | -- | --- | -- | -- | --- | --- | --- | ---- | --- | ------------- |  | --- | --- | --- |
| 1     | Malaysia (H)      | 2   | 2 | 0 | 10 | 0  | +10 | 20 | 0  | +20 | 424 | 239 | +185 | 2   | Q             |  | —   | 5–0 | 5–0 |
| 2     | Chinesisch Taipeh | 2   | 1 | 1 | 5  | 5  | 0   | 10 | 10 | 0   | 358 | 322 | +36  | 1   |               |  |     | —   | 5–0 |
| 3     | Nordkorea         | 2   | 0 | 2 | 0  | 10 | −10 | 0  | 20 | −20 | 199 | 420 | −221 | 0   |               |  |     | —   |     |

### Gruppe B
| Platz | Team                | Pld | W | L | MF | MA | MD  | GF | GA | GD  | PF  | PA  | PD   | Pts | Qualifikation |  | CHN | IND | BRU |
| ----- | ------------------- | --- | - | - | -- | -- | --- | -- | -- | --- | --- | --- | ---- | --- | ------------- |  | --- | --- | --- |
| 1     | Volksrepublik China | 2   | 2 | 0 | 10 | 0  | +10 | 20 | 0  | +20 | 420 | 169 | +251 | 2   | Q             |  | —   | 5–0 | 5–0 |
| 2     | Indien              | 2   | 1 | 1 | 5  | 5  | 0   | 10 | 10 | 0   | 332 | 295 | +37  | 1   |               |  |     | —   | 5–0 |
| 3     | Brunei              | 2   | 0 | 2 | 0  | 10 | −10 | 0  | 20 | −20 | 132 | 420 | −288 | 0   |               |  |     | —   |     |

### Gruppe C
| Platz | Team       | Pld | W | L | MF | MA | MD  | GF | GA | GD  | PF  | PA  | PD   | Pts | Qualifikation |  | INA | MAC | KAZ |
| ----- | ---------- | --- | - | - | -- | -- | --- | -- | -- | --- | --- | --- | ---- | --- | ------------- |  | --- | --- | --- |
| 1     | Indonesien | 2   | 2 | 0 | 10 | 0  | +10 | 20 | 0  | +20 | 420 | 171 | +249 | 2   | Q             |  | —   | 5–0 | 5–0 |
| 2     | Macau      | 2   | 1 | 1 | 3  | 7  | −4  | 6  | 14 | −8  | 250 | 369 | −119 | 1   |               |  |     | —   | 3–2 |
| 3     | Kasachstan | 2   | 0 | 2 | 2  | 8  | −6  | 4  | 16 | −12 | 260 | 390 | −130 | 0   |               |  |     | —   |     |

### Gruppe D
| Platz | Team        | Pld | W | L | MF | MA | MD  | GF | GA | GD  | PF  | PA  | PD   | Pts | Qualifikation |  | KOR | PHI | IRQ |
| ----- | ----------- | --- | - | - | -- | -- | --- | -- | -- | --- | --- | --- | ---- | --- | ------------- |  | --- | --- | --- |
| 1     | Südkorea    | 2   | 2 | 0 | 10 | 0  | +10 | 20 | 0  | +20 | 420 | 118 | +302 | 2   | Q             |  | —   | 5–0 | 5–0 |
| 2     | Philippinen | 2   | 1 | 1 | 5  | 5  | 0   | 10 | 10 | 0   | 284 | 302 | −18  | 1   |               |  |     | —   | 5–0 |
| 3     | Irak        | 2   | 0 | 2 | 0  | 10 | −10 | 0  | 20 | −20 | 136 | 420 | −284 | 0   |               |  |     | —   |     |

### Gruppe E
| Platz | Team        | Pld | W | L | MF | MA | MD  | GF | GA | GD  | PF  | PA  | PD   | Pts | Qualifikation |  | JPN | THA | BAN |
| ----- | ----------- | --- | - | - | -- | -- | --- | -- | -- | --- | --- | --- | ---- | --- | ------------- |  | --- | --- | --- |
| 1     | Japan       | 2   | 2 | 0 | 9  | 1  | +8  | 27 | 10 | +17 | 428 | 224 | +204 | 2   | Q             |  | —   | 4–1 | 5–0 |
| 2     | Thailand    | 2   | 1 | 1 | 6  | 4  | +2  | 12 | 9  | +3  | 377 | 319 | +58  | 1   |               |  |     | —   | 5–0 |
| 3     | Bangladesch | 2   | 0 | 2 | 0  | 10 | −10 | 0  | 20 | −20 | 162 | 424 | −262 | 0   |               |  |     | —   |     |

### Gruppe F
| Platz | Team      | Pld | W | L | MF | MA | MD  | GF | GA | GD  | PF  | PA  | PD   | Pts | Qualifikation |  | SGP | VIE | SRI |
| ----- | --------- | --- | - | - | -- | -- | --- | -- | -- | --- | --- | --- | ---- | --- | ------------- |  | --- | --- | --- |
| 1     | Singapur  | 2   | 2 | 0 | 8  | 2  | +6  | 17 | 7  | +10 | 480 | 383 | +97  | 2   | Q             |  | —   | 3–2 | 5–0 |
| 2     | Vietnam   | 2   | 1 | 1 | 7  | 3  | +4  | 17 | 7  | +10 | 469 | 381 | +88  | 1   |               |  |     | —   | 5–0 |
| 3     | Sri Lanka | 2   | 0 | 2 | 0  | 10 | −10 | 0  | 20 | −20 | 235 | 420 | −185 | 0   |               |  |     | —   |     |

### Gruppe G
| Platz | Team       | Pld | W | L | MF | MA | MD  | GF | GA | GD  | PF  | PA  | PD   | Pts | Qualifikation |  | HKG | CAM | JOR |
| ----- | ---------- | --- | - | - | -- | -- | --- | -- | -- | --- | --- | --- | ---- | --- | ------------- |  | --- | --- | --- |
| 1     | Hongkong   | 2   | 2 | 0 | 10 | 0  | +10 | 20 | 0  | +20 | 420 | 173 | +247 | 2   | Q             |  | —   | 5–0 | 5–0 |
| 2     | Kambodscha | 2   | 1 | 1 | 4  | 6  | −2  | 9  | 14 | −5  | 286 | 367 | −81  | 1   |               |  |     | —   | 4–1 |
| 3     | Jordanien  | 2   | 0 | 2 | 1  | 9  | −8  | 3  | 18 | −15 | 234 | 400 | −166 | 0   |               |  |     | —   |     |